# Omaima Nelson
Omaima Aree Nelson (sinh năm 1968) là một người mẫu và bảo mẫu người Ai Cập, người bị kết án giết chồng, Bill Nelson. Bà đang thụ án chung thân tại Cơ sở Phụ nữ Trung tâm California ở Chowchilla, California. Trường hợp của bà đã gây chú ý quốc tế do các cáo buộc về tình dục tù túng, chặt đầu, thiến và ăn thịt người.

## Hôn nhân và giết người
Omaima Aree Nelson sinh ra và lớn lên ở Ai Cập, và di cư sang Hoa Kỳ vào năm 1986. Bà gặp chồng mình William E. (Bill) Nelson, một phi công 56 tuổi, vào tháng 10 năm 1991, khi bà 23 tuổi. Trong vài ngày gặp gỡ, hai người kết hôn, nhưng Omaima sau đó tuyên bố rằng trong suốt cuộc hôn nhân kéo dài một tháng của hai vợ chồng, bà đã bị chồng lạm dụng tình dục.
Omaima tuyên bố rằng vào ngày Lễ Tạ ơn năm 1991, Bill đã tấn công tình dục bà trong căn hộ ở Costa Mesa, California của họ. Sau đó, Omaima đâm Bill bằng kéo, sau đó bắt đầu đánh ông ta bằng một cây sắt quần áo. Sau khi cuối cùng giết chết ông ta, bà bắt đầu tháo rời cơ thể ông ta, nấu chín đầu ông ta và luộc tay để xóa dấu vân tay của ông ta. Sau đó, bà trộn lẫn các bộ phận cơ thể của ông với gà tây Lễ Tạ ơn còn sót lại và vứt bỏ thi thể ông trong một thùng rác. Hàng xóm tuyên bố họ nghe thấy đơn vị xử lý chạy hàng giờ sau khi Bill chết. Bà khai đã thiến ông ta để trả thù cho những vụ tấn công tình dục bị cáo buộc của ông ta. Bà nói với bác sĩ tâm lý của mình rằng bà đã nấu sườn của chồng mình trong nước sốt thịt nướng và ăn chúng, nhưng sau đó bà lại phủ nhận điều này.

## Thử thách và hậu quả
Omaima bị bắt vì nghi ngờ giết người vào ngày 2 tháng 12 năm 1991 và phiên tòa của bà bắt đầu gần như đúng một năm sau đó vào ngày 1 tháng 12 năm 1992. Trong phiên tòa, bà tiết lộ rằng khi còn là một đứa trẻ sống ở Cairo, Omaima đã trải qua quy trình cắt xén bộ phận sinh dục nữ là chấn thương và đau đớn đối với bà, chỉ tăng lên bởi những cuộc tấn công mà bà bị cáo buộc duy trì trong suốt cuộc hôn nhân của mình. Bà bị kết án giết người cấp độ hai vào ngày 12 tháng 1 năm 1993. Bà bị kết án 27 năm tù chung thân.
Omaima lần đầu tiên đủ điều kiện để được tạm tha vào năm 2006, nhưng đã bị từ chối khi "các ủy viên thấy bà không thể đoán trước và là mối đe dọa nghiêm trọng đối với an toàn công cộng." Bà đã đủ điều kiện một lần nữa vào năm 2011, nhưng lại bị hội đồng tạm tha từ chối, với lý do bà không chịu trách nhiệm về vụ giết người, và sẽ không trở thành một công dân có ích nếu được giải thoát. Bà sẽ không thể tìm kiếm ân xá một lần nữa cho đến năm 2026.
Omaima Nelson đã được so sánh với kẻ giết người hàng loạt hư cấu và kẻ ăn thịt người Hannibal Lecter, từ Sự im lặng của bầy cừu. Vụ án của bà đã được truyền hình trực tiếp trên các chương trình Khám phá điều tra Hạnh phúc mãi mãi và Phụ nữ chết chóc và "Kẻ giết người mẫu", cũng như một tập của Snaps.